# Bataille de Tiburon (avril 1794)
Pour les articles homonymes, voir Bataille de Tiburon.
Révolution haïtienne
Batailles
Insurrections (1791-1793)
- Bois-Caïman
- Croix-des-Bouquets
- Morne Pelé
- 1re La Tannerie
- Port-au-Prince
- Le Cap-français

Interventions espagnoles et britanniques (1793-1798)
- 2e La Tannerie
- Marmelade
- Saint-Michel-de-l'Attalaye
- Ennery
- 3e La Tannerie
- Fort-Dauphin
- 1re Tiburon
- L'Acul
- La Bombarde
- 2e Tiburon
- Les Gonaïves
- Port-Républicain
- 1re Dondon
- Massacre de Fort-Dauphin
- Saint-Marc
- Léogane
- Saint-Raphaël
- Trutier
- 3e Tiburon
- 1re Verrettes
- Grande-Rivière
- Mirebalais
- Las Cahobas
- 2e Verrettes
- Petite-Rivière
- 2e Dondon
- 1re Les Irois
- Jean-Rabel
- 2e Les Irois

Guerre des couteaux (1799-1800)
- Jacmel

Expédition de Saint-Domingue (1802-1803)
- La Ravine-à-Couleuvres
- Kellola
- Plaisance
- La Crête à Pierrot
- Noyades du Cap-Français
- Port-au-Prince
- Vertières
- Massacres de 1804 en Haïti

La deuxième bataille de Tiburon se déroule le 16 avril 1794 pendant la révolution haïtienne.

## Déroulement
Venues des Cayes, les troupes républicaines du général André Rigaud, fortes de 2 000 hommes,,,, avec de deux canons de 4 livres, attaquent la ville de Tiburon le 16 avril 1794, à trois heures du matin,,,. La ville est alors défendue par une faible garnison anglaise consitutée de troupes du 13e régiment d'infanterie, commandée par le capitaine Handyman — ou Hardyman —,,, de chasseurs noirs de Jean Kina et d'un corps de royalistes français menés par le chevalier de Sevré,. D'après le colonel royaliste Pierre Venant de Charmilly, les Français forment l'essentiel de la garnison et le détachement anglais n'est constitué que de 60 hommes.
Rapidement, les républicains s'emparent du poste avancé de la Vigie et les anglo-royalistes se réfugient à l'intérieur du fort. À 6 heures du matin, la magasin de poudre des assiégés explose, ce qui neutralise leurs canons,. Cependant les forces anglaises et royalistes se défendent et les républicains battent en retraite à 9 heures du matin,,,.

## Pertes
Dans son rapport adressé au colonel John Whitelocke, le chevalier de Sevré affirme quant à lui que ses pertes sont de 30 morts et 100 blessés, dont beaucoup mortellement. Il estime les pertes des « brigands » à 500 hommes mis « hors de combat » et précise que 150 « ont été trouvés morts sur le champ de bataille ».
Selon Bryan Edwards, les républicains laissent 170 morts sur le terrain, tandis que les pertes des défenseurs sont de 28 tués et 109 blessés,,. D'après John William Fortescue, ce bilan inclut également les pertes des auxiliaires noirs. 
Thomas Madiou reprend le bilan de Bryan Edwards, mais ajoute que les chasseurs noirs de Jean Kina perdent une centaine d'hommes et que les blessés succombent par la suite à leurs blessures. Pour Beaubrun Ardouin, les pertes anglaises sont presque égales à celles de Rigaud. Le général Rigaud est lui-même blessé lors de cette action,.